# Gaston Mercier
Gaston Mercier (francès: Gaston Antoine Mercier)  (14è districte de París, 5 de juny de 1932 - Bussières, 4 de juliol de 1974) fou un remer francès que va competir durant les dècades de 1950 i 1960.
El 1952 va prendre part en els Jocs Olímpics d'Estiu de Hèlsinki, on guanyà la medalla d'or en la prova del dos amb timoner del programa de rem. Formà equip amb Raymond Salles i Bernard Malivoire. Quatre anys més tard, als Jocs de Melbourne, guanyà la medalla de bronze en la prova del quatre sense timoner. Formà equip amb René Guissart, Yves Delacour i Guy Guillabert. La tercera i darrera participació en uns Jocs va tenir lloc el 1960, a Roma, on fou quart en la prova del vuit amb timoner.
En el seu palmarès també destaca una medalla de bronze al Campionat d'Europa de rem de 1961.
Morí d'un atac de cor el 4 de juliol de 1974.